# DVD ripper
DVD ripper è un software che facilita la copia del contenuto di un DVD su un disco rigido. Questi software sono utilizzati principalmente per trasferire i video dei DVD su altri dispositivi in diversi formati, modificare o eseguire il backup dei contenuti DVD, e per convertire video DVD per la riproduzione su lettori multimediali e dispositivi mobili. Alcuni DVD ripper includono funzionalità aggiuntive come il supporto per i Blu-Ray, rimozione delle protezioni contro la copia e la capacità di fare dischi senza restrizioni.

## Alcuni software
I software di ripping più comuni sono:
- Nero
- AnyDVD
- DVDFab